# 九五式二型練習機

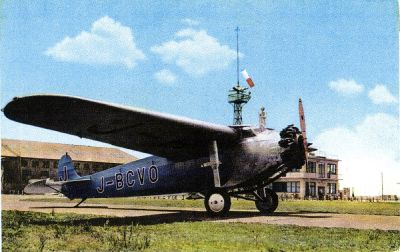
九五式二型練習機

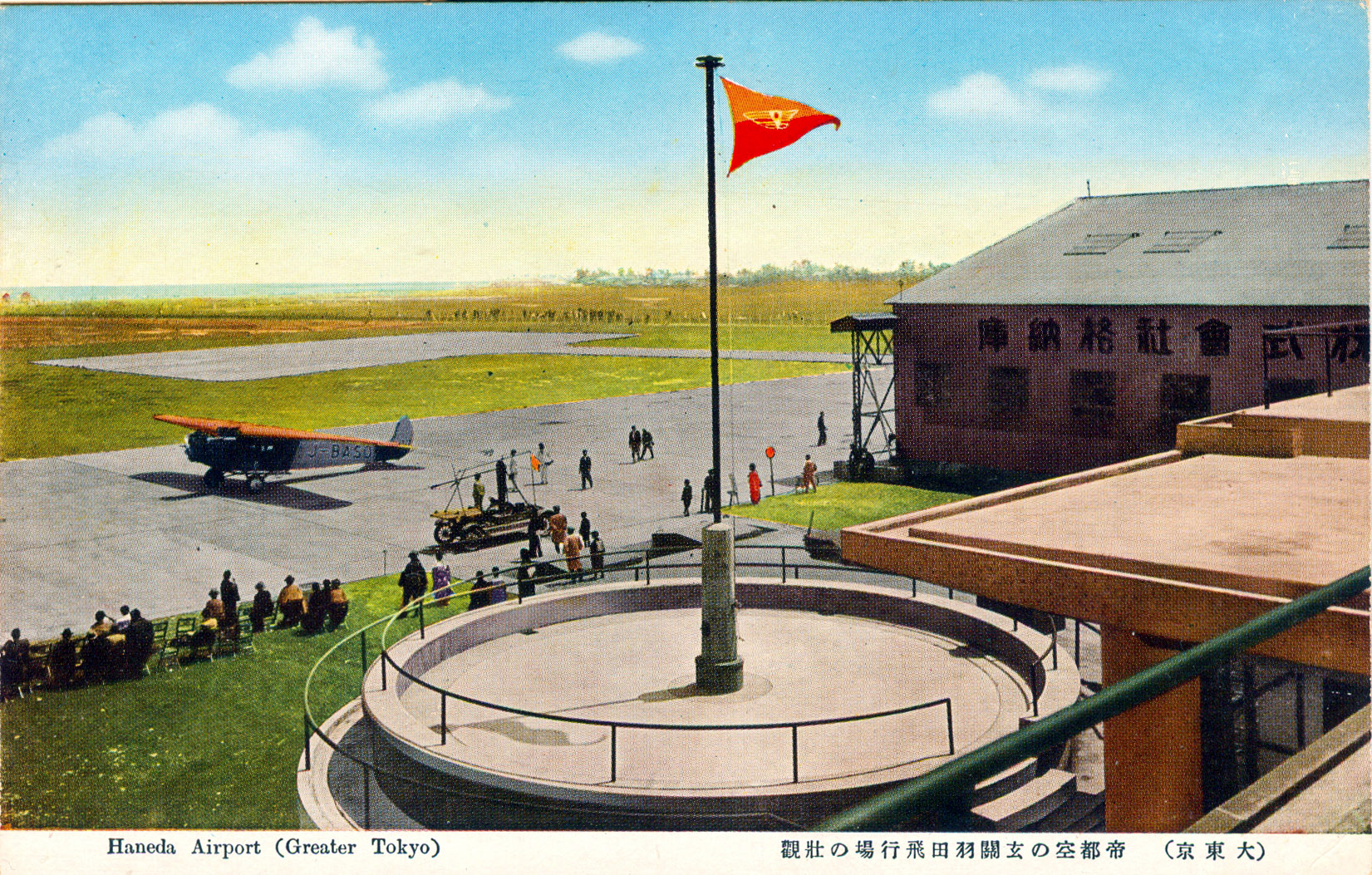
九五式二型練習機の原型機の日本航空輸送のフォッカー・スーパー・ユニバーサル

九五式二型練習機（きゅうごしきにがたれんしゅうき）キ6は、第二次世界大戦以前に日本陸軍で使用された練習機である。設計・製造は中島飛行機。

## 概要
海軍における機上作業練習機的な機体を欲した日本陸軍は、1933年（昭和8年）10月に海軍の九〇式機上作業練習機の陸軍仕様であるキ7の試作を三菱に発注したが、これと同時期に中島に対して、同社が民間航空会社向けに国産化していたフォッカー スーパーユニバーサル旅客輸送機の機上作業練習機に改造したキ6の試作を命じた。試作1号機は1934年（昭和9年）3月に完成し、翌1935年（昭和10年）8月に制式採用された。ベースとなったフォッカー・スーパー・ユニバーサル旅客輸送機は1920年代に設計され、当時としてはベストセラーな機体で運用側の評判もよかった。本機は機体構造はスーパー・ユニバーサル同様高翼単葉単発の固定脚式で、主翼は合板・羽布張り、胴体は金属骨組みに羽布張りだった。そして、艤装を航法、通信、射撃、偵察等の訓練に使用できるよう改装し、不整地で使用できるよう車輪は大型化されていた。
稼働率は良好で扱いやすい機体だったが、運用時には既に旧式化しており機体の構造的にも実際の機上作業練習には向いていなかったため20機（試作機を含む）という少数生産しかされなかった。この他、少数生産で終わった理由として、当時の状況として実用機の性能がそれ程高くなかったため本機のような専用の機上作業練習機による訓練は必要がなかったということもあったようである。これらのことから、練習機としては偵察機の乗員養成のみに利用され、練習機としてよりも輸送や連絡用に利用されることの方が多かった。それでも細々とではあるが、1941年（昭和16年）に一式双発高等練習機が採用されるまでの間使用された。

## スペック
- 全長： 11.25 m
- 全幅： 15.44 m
- 全高： 2.82 m
- 主翼面積： 37.3 7m2
- 自重： 1,640 kg
- 全備重量： 2,820 kg
- エンジン： ジュピター7型 空冷9気筒エンジン520HP
- 最大速度：  245 km/h
- 航続距離： 1,045 km
- 乗員: 5〜6名